# Braço de Cygnus

Diagrama dos braços espirais da Via Láctea. A seta mostra a direção da órbita do Sol.

O Braço de Cygnus (também conhecido como o Braço Exterior, o Braço de Norma ou Braço de Norma-Cygnus) é um dos quatro maiores braços espirais que se estende a partir e em torno do eixo da região central da Via Láctea. O Braço de Cygnus tem um raio de 15,5 ± 2,8 kiloparsecs e fica a exterior do Braço de Perseus. É nomeado devido à constelação de Cygnus, através da qual o braço passa visto da Terra.
O 'Braço de Norma' é a parte do Braço de Cygnus mais próximo do núcleo galáctico.